# 六花園芦雪
六花園 芦雪（ろっかえん あしゆき、生没年不詳）とは、江戸時代の大坂の浮世絵師。

## 来歴
蘭英斎芦国の門人とされる。俗名不明、六花園、芦雪と号す。大坂の島の内三休橋清水南町に住む。作画期は安政から慶応の頃にかけてで、慶応4年（1868年）春に鳥羽・伏見の戦いの錦絵（三枚続）を描いている。なお大坂にはこれも芦国門人とされる戯画堂芦幸という絵師がいるが、全くの別人である。